# Agrypnus interpunctatus
Agrypnus interpunctatus là một loài bọ cánh cứng trong họ Elateridae. Loài này được Kluge miêu tả khoa học năm 1833.